# Steve Riddick
Steve Riddick (Steven Earl Riddick; * 18. September 1951 in Newport News, Virginia) ist ein ehemaliger US-amerikanischer Sprinter.
Als Teil des US-Teams in der 4-mal-100-Meter-Staffel gewann er 1976 Gold bei den Olympischen Spielen in Montreal.
1977 stellte er beim Leichtathletik-Weltcup in Düsseldorf mit der US-amerikanischen Stafette mit 38,03 Sekunden einen Weltrekord auf.
Nach seiner aktiven Laufbahn arbeitete er als Trainer, unter anderem für Tim Montgomery und Marion Jones.
2008 wurde er wegen Bankbetrugs und Geldwäsche in Millionenhöhe zu einer Haftstrafe von fünf Jahren und drei Monaten verurteilt. Sein Komplize war Montgomery, und auch Jones war in den Fall verstrickt.